# Villanueva del Río y Minas
Villanueva del Río y Minas er en kommune i det sydlige Spanien i provinsen Sevilla. Den har et indbyggertal på 5.033 (2024) indbyggere.